# Mark Light
Mark Light (ur. 27 października 1910 w Lebanon, zm. 1 kwietnia 1975 w Manheim) – amerykański kierowca wyścigowy.

## Życiorys
Light rozpoczął ściganie się w 1932 roku. Ścigał się różnorodnymi typami pojazdów, wliczając w to samochody typu sprint car, stock car oraz midget. W 1936 roku zdobył tytuł klubu Central Pennsylvania Racing Club, a dwa lata później był mistrzem w kategorii AAA Eastern Circuit Class B Big Car. W 1950 roku podjął nieudaną próbę zakwalifikowania się do wyścigu Indianapolis 500. Zajmował się także modyfikacją samochodów wyścigowych; zmodyfikowanym przez niego pojazdem Joie Chitwood ścigał się w wyścigu Indianapolis 500 w 1948 roku.
W całej swojej karierze wygrał 34 razy, szczególnie w rejonie Pensylwanii. Zakończył karierę kierowcy wyścigowego na początku lat 50., po czym promował tor Lebanon Fairgrounds oraz prowadził sklep z tłumikami. Zmarł w 1975 roku.
W 2016 roku został wpisany do listy National Sprint Car Hall of Fame.

## Wyniki
| Legenda oznaczeń w tabelach wyników Wyświetl szablon na nowej stronie | Legenda oznaczeń w tabelach wyników Wyświetl szablon na nowej stronie                                                                     |
| Oznaczenie                                                            | Wyjaśnienie |
| --------------------------------------------------------------------- | --- |
| Złoty                                                                 | Zwycięzca lub mistrzostwo |
| Srebrny                                                               | 2. miejsce lub wicemistrzostwo |
| Brązowy                                                               | 3. miejsce lub II wicemistrzostwo |
| Zielony                                                               | Ukończył, punktował (w klasyfikacji generalnej, gdy zdobył co najmniej jeden punkt na przestrzeni sezonu, poza trzema powyższymi opcjami) |
| Niebieski                                                             | Ukończył, nie punktował (w klasyfikacji generalnej, gdy nie zdobył co najmniej jednego punktu na przestrzeni sezonu)                      |
| Czerwony                                                              | Nie zakwalifikował się (NZ) |
| Czerwony                                                              | Nie prekwalifikował się (NPK) |
| Różowy                                                                | Nie ukończył (NU) |
| Różowy                                                                | Niesklasyfikowany (NS) (w klasyfikacji generalnej, gdy nie został sklasyfikowany w żadnym wyścigu sezonu)                                 |
| Czarny                                                                | Zdyskwalifikowany (DK) |
| Czarny                                                                | Wykluczony (WYK/EX) |
| Biały                                                                 | Nie wystartował (NW) |
| Biały                                                                 | Kontuzjowany (K/INJ) |
| Biały                                                                 | Wyścig odwołany (OD/C) |
| Bez koloru                                                            | Został wycofany (WYC/WD) |
| Bez koloru                                                            | Nie przybył (NP/DNA) |
| Bez koloru                                                            | Nie brał udziału w treningach (NT/DNP) |
| Bez koloru                                                            | Nie został zgłoszony (–) |
| Pogrubienie                                                           | Start z pole position |
| Kursywa                                                               | Najszybsze okrążenie wyścigu |
| †                                                                     | Nie ukończył, ale jego rezultat został zaliczony ze względu na przejechanie więcej niż 90% dystansu wyścigu.                              |
| *                                                                     | Sezon w trakcie |
| 1/2/3                                                                 | Punktowana pozycja w sprincie kwalifikacyjnym                                                                                             |
| Lista systemów punktacji Formuły 1                                    | |

### Indianapolis 500
| Rok  | Nadwozie | Silnik      | Start | Wynik | Uwagi |
| ---- | -------- | ----------- | ----- | ----- | ----- |
| 1950 | Stevens  | Offenhauser | NZ    |       |       |
| 1950 | Meyer    | Offenhauser | NZ    |       |       |

### Formuła 1
W latach 1950–1960 wyścig Indianapolis 500 był eliminacją Mistrzostw Świata Formuły 1.
| Rok  | Zespół          | Samochód | Silnik             | Wyniki w poszczególnych eliminacjach | Wyniki w poszczególnych eliminacjach | Wyniki w poszczególnych eliminacjach | Wyniki w poszczególnych eliminacjach | Wyniki w poszczególnych eliminacjach | Wyniki w poszczególnych eliminacjach | Wyniki w poszczególnych eliminacjach | Pkt. | Msc. |
| ---- | --------------- | -------- | ------------------ | ------------------------------------ | ------------------------------------ | ------------------------------------ | ------------------------------------ | ------------------------------------ | ------------------------------------ | ------------------------------------ | ---- | ---- |
| 1950 |                 |          |                    | Wielka Brytania                      | Monako                               | Stany Zjednoczone                    | Szwajcaria                           | Belgia                               | Francja                              | Włochy                               | 0    | NS   |
| 1950 | Lee Glessner    | Stevens  | Offenhauser 4,5 R4 | -                                    | -                                    | NZ                                   | -                                    | -                                    | -                                    | -                                    | 0    | NS   |
| 1950 | Meyer & Iddings | Meyer    | Offenhauser 4,5 R4 | -                                    | -                                    | NZ                                   | -                                    | -                                    | -                                    | -                                    | 0    | NS   |